# Hřbitov v Malšově Lhotě
Hřbitov v Malšově Lhotě je hřbitov v městské části Hradce Králové nazvané Malšova Lhota.

## Historie

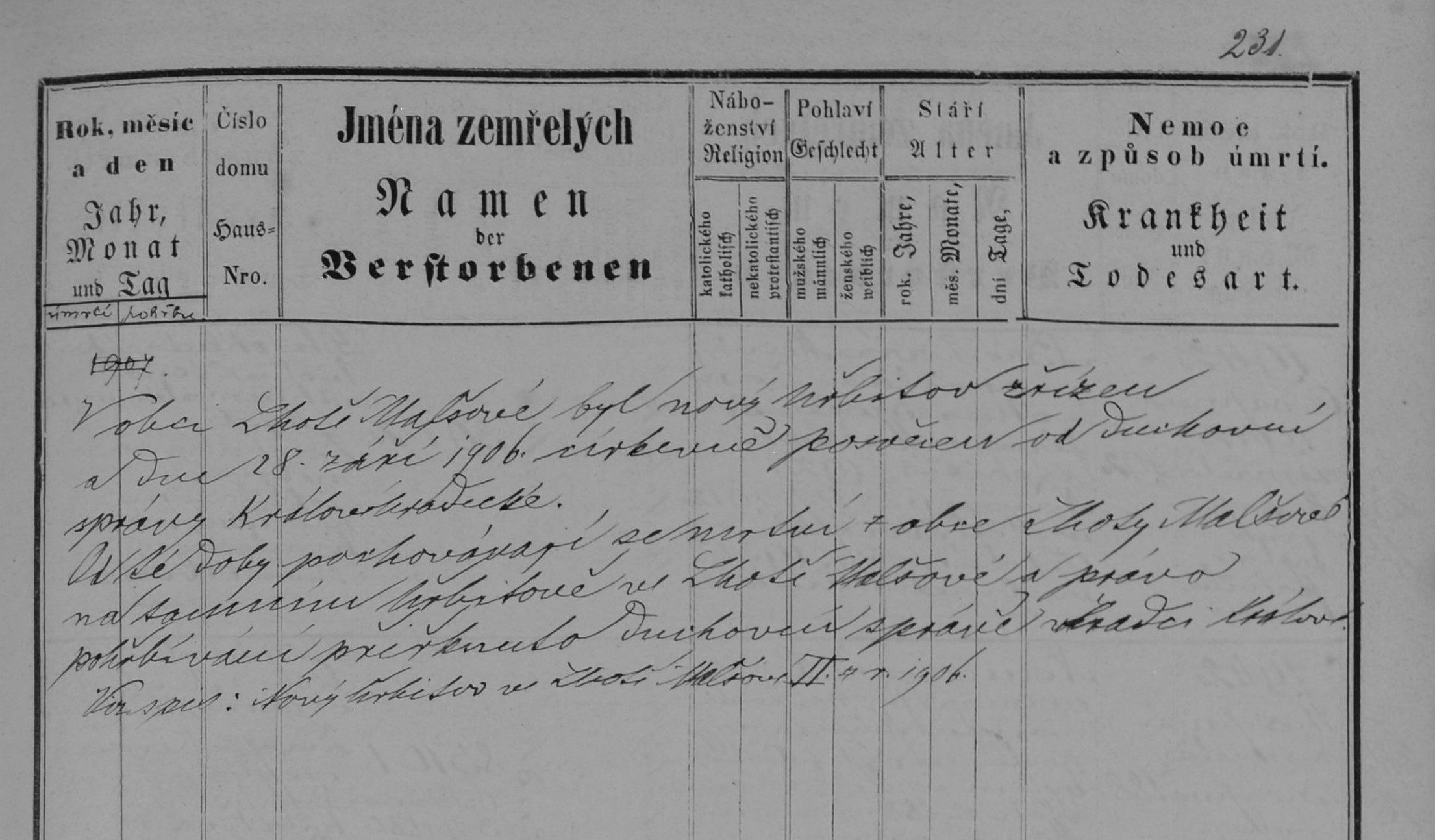
Pamětní zápis o zřízení hřbitova v Malšově Lhotě

Původně byla Malšova Lhota přifařena ke kostelu svatého Antonína v Hradci Králové, a když se v letech 1623 až 1624 stal filiálním ke katedrále svatého Ducha v Hradci Králové, byli pohřbíváni zdejší obyvatelé tam. Později byla ves přifařena ke kostelu svatého Pavla, po jehož zbourání v souvislosti se stavbou královéhradecké pevnosti byli nebožtíci krátce pohřbíváni jinde.
Dne 18. září 1906 byl zřízen dnešní hřbitov.

## Významní pohřbení
- Svatopluk Pastyřík (1944-2020), lingvista a bohemista
- František Vašata (1893-1917), legionář, padl v bitvě u Zborova
- Josef Tikal (1894-1918), padl na italské frontě